# Masala
Pour les articles homonymes, voir Masala (homonymie).

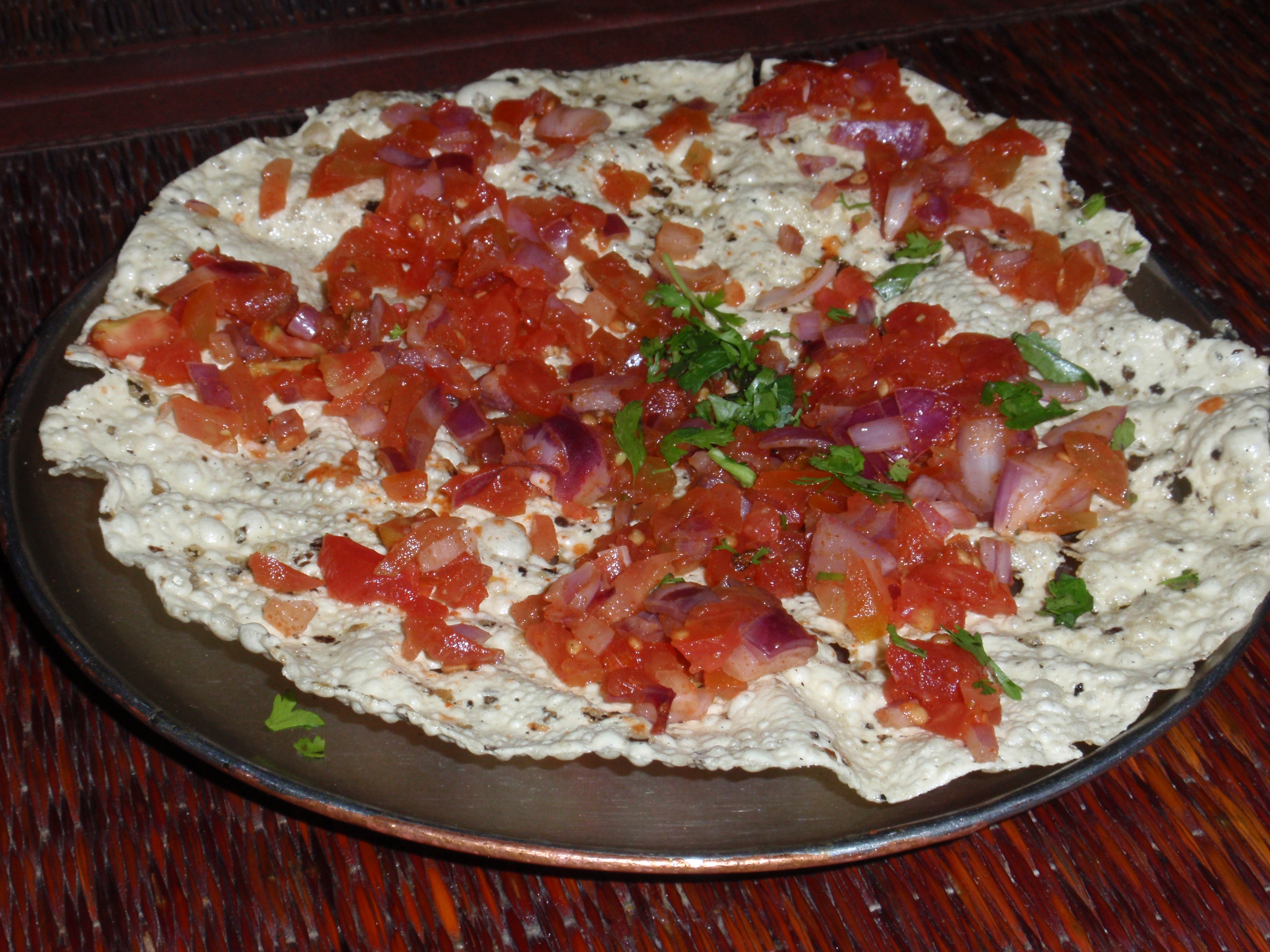
Masala papad.

Massala ou masala (en hindi ou népalais : मसाला ; en bengali : মশলা ; en ourdou : مصاله) est un terme utilisé dans les cuisines d'Asie du Sud, notamment indienne ou pakistanaise, pour désigner un mélange d'épices. Un masala peut être une combinaison d'épices séchées ou une pâte faite d'un mélange d'épices et d'autres ingrédients comme de la pâte d'ail, de gingembre, d'oignon ou de piment.
Il existe de nombreux types de masalas. Le garam masala est souvent utilisé pour les currys. De nos jours, ils sont souvent disponibles en sachets déjà préparés.